# محوطه شماره ۱۰ حوزه رودخانه بمپور
محوطه شماره ۱۰ حوزه رودخانه بمپور مربوط به هزاره سوم قبل از میلاد است و در شهرستان ایرانشهر، بخش بمپور، دهستان بمپور غربی، ۱۲ کیلومتری جنوب شرق روستای میرآباد واقع شده و این اثر در تاریخ ۱۳ آبان ۱۳۸۶ با شمارهٔ ثبت ۱۹۷۸۳ به‌عنوان یکی از آثار ملی ایران به ثبت رسیده است.